# Liostomia minutissima
Liostomia minutissima is een slakkensoort uit de familie van de Pyramidellidae. De wetenschappelijke naam van de soort is voor het eerst geldig gepubliceerd in 1967 door Golikov in Golikov & Scarlato.